# Фредерик Конверс
Фре́дерик Ше́ферд Ко́нверс (англ. Frederick Shepherd Converse; 5 січня 1871, Ньютон, Массачусетс — 8 червня 1940, Вествуд, Массачусетс) — американський композитор і педагог. Член Американської академії мистецтв і літератури (1937).

## Біографія
Син Едмунда Вінчестера і Шарлотти Августи (Шеферд) Конверс. Закінчив Гарвардський коледж, після чого займався композицією у Джона Пейна і Джорджа Чадуіка в Бостоні і у Карла Бермана і Йозефа Райнбергера в Королівській академії музики в Мюнхені. У 1894 році одружився з Еммою Тюдор. У них було семеро дітей. У 1899 році став викладати в Консерваторії Нової Англії, в 1901—1907 роках — в Гарвардському університеті і в 1921—1938 роках — знову в Консерваторії Нової Англії (з 1931 року — декан). Серед учнів: Алан Гованесс, Флоренс Прайс  та інші. Автор першої американської опери («Лола, або Трубка бажань»), поставленої в 1906 році в Бостоні, а в 1910 році — на сцені «Метрополітен-опера». Також писав музику до фільмів.

## Твори
- опера «Лола, або Трубка бажань» (1906, Бостон)
- опера «Жертвопринесення» (1911)
- опера «Синдбад-мореплавець» (1913)
- опера «Іммігранти» (1914)
- симфонія № 1 (1920)
- симфонія № 2 (1922)
- симфонія № 3 (1936)
- симфонія № 4 (1940)
- симфонічна фантазія «Таємничий сурмач» (по Волту Вітмену, 1904)
- «Свято Пана» (1900)
- «Розповідь Ендіміона» (1901)
- дві поеми для фортеп'яно з оркестром «Ніч» і «День» (1905)

## Нагороди
- Меморіальна медаль Біспема (опера «Лола, або Трубка бажань»)